# Perlodes kippenhani
Perlodes kippenhani is een steenvlieg uit de familie Perlodidae. De wetenschappelijke naam van de soort is voor het eerst geldig gepubliceerd in 2010 door Stark.